# طواف الإمارات للسيدات 2025
طواف الإمارات للسيدات 2025 هو سباق دراجات هوائية، وهو الموسم الثالث من طواف الإمارات للسيدات ‏، وأقيم خلال الفترة من 6 فبراير 2025، وحتى 9 فبراير 2025.
فاز بالمركز الأول إليسا ونغو بورغيني، وفاز بالمركز الثاني Silvia Persico ‏، وفاز بالمركز الثالث كيمبرلي لي كورت.

## وصلات خارجية
- لمحة عن سباق طواف الإمارات للسيدات 2025 على موقع  ProCyclingStats   (برو  سايكلنج  ستاتس) - إحصاءات  محترفي  الدراجات.
- طواف الإمارات للسيدات 2025 على موقع إحصائيات الدراجات الإحترافية (الإنجليزية)